# Ed Walsh (baseball)
Pour les articles homonymes, voir Ed Walsh.

Edward « Ed » Augustine Walsh, né le 14 mai 1881 dans le comté de Luzerne et mort le 26 mai 1959 à Pompano Beach, est un joueur américain de baseball.
Évoluant au poste de lanceur, il joue en Ligue majeure de baseball avec les White Sox de Chicago de 1904 à 1916 puis chez les Braves de Boston en 1917. Il détient la meilleure moyenne de points mérités en carrière avec 1,82. Avec les White Sox, il remporte la Série mondiale en 1906. Walsh a un problème physique lors de l'entraînement de printemps 1913. Il se démet l'épaule en renvoyant une médecine ball. Après cet incident, il ne retrouvera jamais son niveau.
Durant la Première Guerre mondiale, il travaille dans une usine d'armement. Il retrouve les terrains de baseball après la guerre en tant qu'arbitre de la Ligue américaine en 1922 puis devient occasionnellement manager. Il prend ainsi en charge les White Sox de Chicago pendant trois matchs en 1924. Il se retire ensuite dans le Maine.
Il est élu membre du temple de la renommée du baseball en 1946.

## Biographie

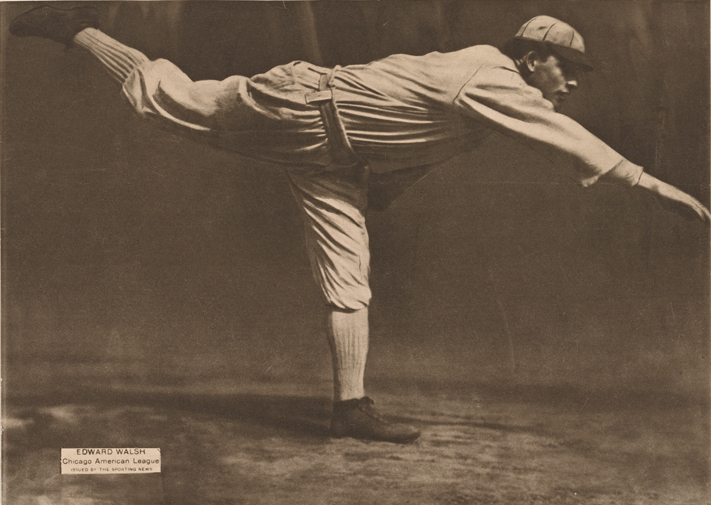
Ed Walsh, avant 1910.

## Statistiques
| Saison | Équipe        | G   | GS  | CG  | SHO | V   | D   | SV | IP     | SO   | ERA  |
| ------ | ------------- | --- | --- | --- | --- | --- | --- | -- | ------ | ---- | ---- |
| 1904   | Chicago WS    | 18  | 8   | 6   | 1   | 6   | 3   | 1  | 110.2  | 57   | 2,60 |
| 1905   | Chicago WS    | 22  | 13  | 9   | 1   | 8   | 3   | 0  | 136.2  | 71   | 2,17 |
| 1906   | Chicago WS    | 41  | 31  | 24  | 10  | 17  | 13  | 2  | 278.1  | 171  | 1,88 |
| 1907   | Chicago WS    | 56  | 46  | 37  | 5   | 24  | 18  | 4  | 422.1  | 206  | 1,60 |
| 1908   | Chicago WS    | 66  | 49  | 42  | 11  | 40  | 15  | 6  | 464.0  | 269  | 1,42 |
| 1909   | Chicago WS    | 31  | 28  | 20  | 8   | 15  | 11  | 2  | 230.1  | 127  | 1,41 |
| 1910   | Chicago WS    | 45  | 36  | 33  | 7   | 18  | 20  | 5  | 369.2  | 258  | 1,27 |
| 1911   | Chicago WS    | 56  | 37  | 33  | 5   | 27  | 18  | 4  | 368.2  | 255  | 2,22 |
| 1912   | Chicago WS    | 62  | 41  | 32  | 6   | 27  | 17  | 10 | 393.0  | 254  | 2,15 |
| 1913   | Chicago WS    | 16  | 14  | 7   | 1   | 8   | 3   | 1  | 97.2   | 34   | 2,58 |
| 1914   | Chicago WS    | 8   | 5   | 3   | 1   | 2   | 3   | 0  | 44.2   | 15   | 2,82 |
| 1915   | Chicago WS    | 3   | 3   | 3   | 1   | 3   | 0   | 0  | 27.0   | 12   | 1,33 |
| 1916   | Chicago WS    | 2   | 1   | 0   | 0   | 0   | 1   | 0  | 3.1    | 12   | 2,70 |
| 1917   | Boston Braves | 4   | 3   | 1   | 1   | 0   | 1   | 0  | 18.0   | 4    | 3,50 |
| Totaux | Totaux        | 430 | 315 | 250 | 57  | 195 | 126 | 35 | 2964.1 | 1736 | 1,82 |

| Saison | Équipe     | G | GS | CG | SHO | V | D | SV | IP   | SO | ERA  |
| ------ | ---------- | - | -- | -- | --- | - | - | -- | ---- | -- | ---- |
| 1906   | Chicago WS | 2 | 2  | 1  | 1   | 2 | 0 | 0  | 15.0 | 17 | 0,60 |
| Totaux | Totaux     | 2 | 2  | 1  | 1   | 2 | 0 | 0  | 15.0 | 17 | 0,60 |

Note : G = Matches joués ; GS = Matches comme lanceur partant ; CG = Matches complets ; SHO = Blanchissages ; 
V = Victoires ; D = Défaites ; SV = Sauvetages ; IP = Manches lancées ; SO = Retraits sur des prises ; ERA = Moyenne de points mérités.